# 旗尾
旗尾，是臺灣高雄市旗山區的一個傳統地域名稱，位於該區東部偏北側。相較於今日行政區，其範圍大致包括東平里不含西北部邊界地帶及南端、東昌里不含南部凸出部分及西南半部的西側邊界地帶、中正里南端、圓富里東端、瑞吉里東南部、湄洲里東部、大德里東部、三協里東端，以及杉林區的月眉里南端。
本地區境內主要聚落為旗尾、崙仔頂、匏仔湖，設有旗美高中、旗尾國小。

## 歷史
台灣日治初期，旗尾地區為一街庄，稱為「旗尾庄」（舊制街庄），隸屬於港西上里。該庄昔日西隔楠梓仙溪與溪州庄、北勢庄、蕃薯藔街為界，北隔楠梓仙溪與圓潭仔庄為界，東北與月眉庄為鄰，東邊為瀰濃庄、金瓜藔庄，南邊為手巾藔庄。
1901年（日治明治三十四年）11月11日，全台廢縣廳改設二十廳，該庄隸屬於蕃薯藔廳。1904年（明治三十七年）2月16日，該庄編入「蕃薯藔區」，隸屬於蕃薯藔廳。1909年（明治四十二年）10月25日，全台合併二十廳為十二廳，蕃薯藔區改隸屬於阿緱廳。1920年（大正九年）10月1日，全台地方制度大改正，廢十二廳改設五州二廳，該庄改制為「旗尾」大字，隸屬於高雄州旗山郡旗山街（新制街庄）。
戰後旗山街改制為旗山鎮，隸屬於高雄縣，大字亦改制為里。1950年（民國39年）10月1日，高、屏分治，旗山鎮仍隸屬於高雄縣。2010年（民國99年）12月25日，高雄縣、市合併為直轄高雄市，旗山鎮改制為旗山區。

## 聚落
本地區發展較早的聚落為旗尾、崙仔頂、匏仔湖，在日治初期的官方地圖上已有記載。

## 交通
國道10號又稱「高雄支線」或「高雄環線」，是左營至旗山的高速公路，其東側端點（旗山端）位於本地區東部邊界地帶偏南側的省道台3線暨區道高140線起點路口。由此西行（大方向，當地先向南）可快速前往國道10號沿線各地，或銜接國道3號、國道1號。
省道台3線俗稱「內山公路」，是台北至屏東的幹道，經過本地區西部邊界地帶中央及中南部。由該道路北行可前往內門區、臺南市南化區、玉井區、楠西區等地；南行可前往旗山區/美濃區交界地帶、屏東縣里港鄉、九如鄉、屏東市等地。
省道台28線是湖內橋至茂林（實際終點為大津）的幹道，經過本地區中部的旗尾聚落。由該道路西行可前往旗山區旗山市區、旗山區/內門區交界地帶、內門區/田寮區交界地帶、田寮區、阿蓮區、路竹區等地；東行可前往美濃區、六龜區南部，並止於該區東南端的省道台27線路口。
區道高111線是旗尾至鳳山寺的道路，其北側端點（起點）位於本地區東部略偏南的區道高140線路口，南側端點（終點）位於本地區南部。
區道高140線是旗尾至小山的道路，其西側端點（起點）位於本地區東部邊界地帶偏南側的國道10號起點暨省道台3線路口，由此向北會經過本地區的旗尾聚落。該道路在本地區部分路段與省道台28線共線。
區道高147線是旗尾至竹仔寮的道路，其南側端點（起點）位於本地區中部略偏西南、旗尾聚落的省道台28線路口，北側端點（終點）位於本地區北部，途中會經過本地區的匏仔湖聚落。

## 學校
- 旗美高中
- 旗尾國小

## 公務機關
- 高雄市政府警察局旗山分局旗尾派出所

## 產業
- 旗山糖廠（已停產）